# Hvozd (Olomouc)
Hvozd é uma comuna checa localizada na região de Olomouc, distrito de Prostějov.